# Orgelmusik
Orgelmusik er musik skrevet for orgel og ofte skrevet af en komponist, der selv er organist.
Af betydningsfulde komponister og improvisører, der har skrevet orgelmusik er
- Johann Sebastian Bach
- Johannes Brahms
- Franz Liszt
- César Franck
- Charles-Marie Widor
- Marcel Dupré
- Olivier Messiaen
- Maurice Duruflé
- Pierre Cochereau
- Jean Guillou
- Pierre Pincemaille
- Thierry Eschaich

Nogle af de mest kendte værker for orgel er:
- Toccata og Fuga d-mol BWV 565 af Johann Sebastian Bach.
- Toccata fra Orgelsymfoni nr. 5 af Charles-Marie Widor.